# Lech Niemojewski
Lech Niemojewski (* 26. August 1894 in Sosnowiec; † 11. Oktober 1952 in Warschau) war ein polnischer Architekt und Hochschullehrer an der Architekturfakultät der Technischen Universität Warschau.

## Leben
Niemojewski war der Sohn des Dichters Andrzej Niemojewski. Er ging in Warschau zur Schule. 1912 nahm er ein Jahr lang Mathematik-Unterricht bei der Gesellschaft für wissenschaftliche Kurse (poln.: Towarzystwo Kursów Naukowych). Ab 1913 studierte er Architektur, zunächst an der polytechnischen Schule in Lemberg und später an der Architekturfakultät der Technischen Universität in Warschau. Von 1916 bis 1922 studierte er zusätzlich Grafik an der Schule der Schönen Künste. Während seines Studiums arbeitete er als Kurator im Łazienki-Palast.
Er nahm 1920 am Polnisch-Sowjetischen Krieg teil und schloss sein Architekturstudium im Jahr 1922 ab. Anschließend wurde er Assistent an der Universität. Nach dem Tod des Professors Stanisław Noakowski übernahm Niemojewski 1928 die Fakultät für Kunstgeschichte. 1929 promovierte Niemojewski, 1932 wurde er habilitiert und 1933 erfolgte die Ernennung zum Professor.

### Architekt
1926 erhielt er – gemeinsam mit Bohdan Lachert und Józef Szanajca – den ersten Preis für ein Projekt billiger Wohnhäuser in Lemberg. Neben anderen Objekten realisierte er ein Villenprojekt in Wejherowo, das Gebäude des Warschauer Kunstpropaganda-Institutes (poln.: Instytut Propagandy Sztuki) in der Ulica Królewska und das Quartiermeisterhaus der Armee in Warschau. Eine Villa entstand für Tadeusz Pruszkowski in Kazimierz Dolny und ein Soldatenheim in Breslau. Auch entwarf er eine Kirche in Białystok. An den Entwürfen zu den Passagierschiffen Piłsudski und Batory wirkte er ebenfalls mit. Im Jahr 1938 wurde er mit dem Kommandeurskreuz der französischen Ehrenlegion ausgezeichnet.

### Krieg und Nachkriegszeit
Beim Kampf um Warschau zu Beginn des Zweiten Weltkriegs war Niemojewski Kommandant der Bürgerwehr des Stadtteils Mokotów. Während der Besatzungszeit lehrte er im Untergrund an der Politechnika Warschau. Auch nach der Niederschlagung des Warschauer Aufstandes durch deutsche Truppen arbeitete er weiter an der Architekturfakultät, die damals an die Universität Lublin verlegt worden war. Hier schuf er im Januar 1945 mit den Architekten Józef Sigalin und Bohdan Lachert eine Operationsgruppe, die den Wiederaufbau Warschaus plante und so der Vorläufer des Biuro Odbudowy Stolicy war.
Im September 1945 übernahm er den Lehrstuhl für Kunstgeschichte und mittelalterliche Architektur an der Architekturfakultät in Warschau. 1947 und 1948 war er Dekan dieser Fakultät. 1952 wurde er seines Amtes enthoben. Ihm wurden Inhalte seines Buches „Uczniowie Cieśli“ vorgeworfen, in denen die Partei einen Angriff auf die vorgegebene Ideologie sah.
Niemojewski war Mitglied in vielen Organisationen. Von 1930 bis 1931 hatte er den Vorsitz des Rates des Polnischen Architektenverbandes (poln.: Stowarzyszenie Architektów Polskich, heute SARP) inne, wie auch von 1944 bis 1945 ein weiteres Mal. Im Jahr 1934 wurde er Mitglied des CPIA – Comité Permanent International des Architectes und 1945 trat er der Towarzystwo Naukowe Warszawskie bei.
Niemojewski war mit Jadwiga Dobrowolska verheiratet. Er starb 1952 und wurde auf dem Warschauer Powązki-Friedhof beerdigt (Grabstätte T-IV-4/5).

## Werke (Veröffentlichungen)
- Siedem Cudów Świata, Ausgabe 1/1938, Ex Libris, Warschau 1948
- Uczniowie Cieśli. Rozważania nad zawodem architekta, Trzaska, Evert i Michalski, Warschau 1948